# A Sombra (escultura)
A Sombra, O Escravo ou O Titãé uma escultura do artista francês Auguste Rodin, que a concebeu aproximadamente no ano de 1880.

## Evolução
A escultura foi concebida por volta de 1880 e usada em triplicado como parte da obra em grande escala do artista, Porta do Inferno. Evoluiu para uma escultura em tamanho real, As três sombras, e uma escultura separada de uma única figura, A Sombra .
A figura individual original não tinha mão direita - Rodin pediu a Josef Maratka que adicionasse uma em 1904, tanto para a figura individual quanto para As Três Sombras .